# 巴特尔斯环形山
巴特尔斯环形山（Bartels）是月球正面西侧边沿上的一座撞击坑，约形成于酒海纪，其名称取自德国地球物理学家尤利乌斯·巴特尔斯（1899年－1964年），1970年被国际天文联合会正式批准接受。

## 描述

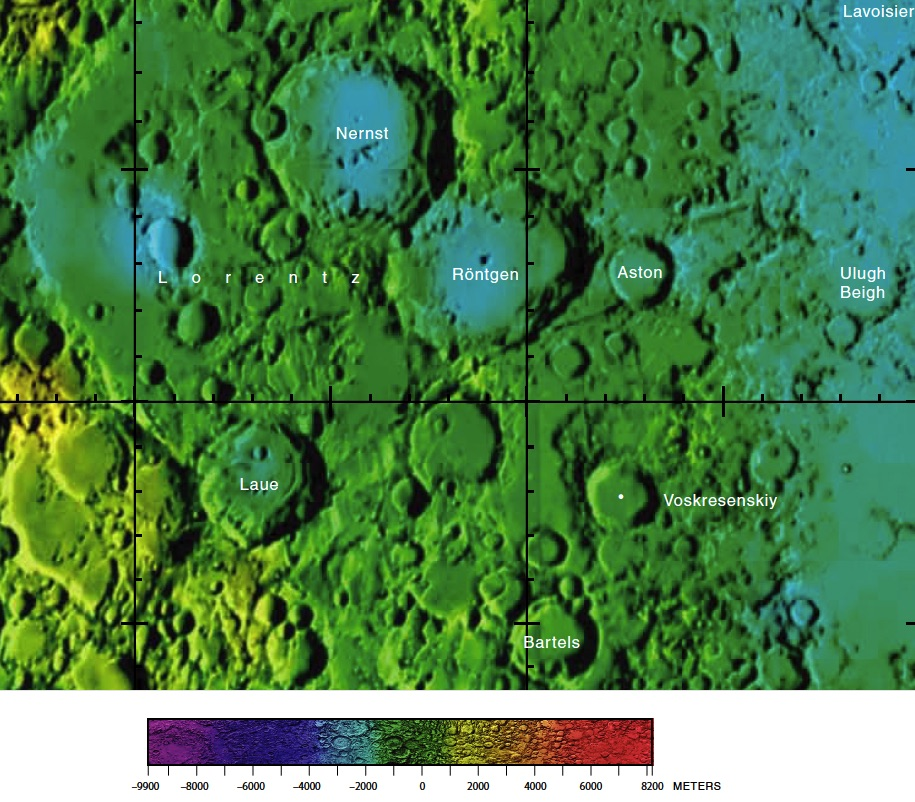
巴特尔斯环形山周边图，月球背面详图。

该陨坑东北偏北邻近沃斯克列先斯基环形山、西南坐落着贝尔环形山、莫塞莱环形山则横亘在它的南面。
陨坑的中心月面坐标为24°31′N 89°51′W / 24.51°N 89.85°W，直径54.95公里，深度2.4公里。
该陨坑的边缘，特别是南部区已严重磨损和侵蚀，东北侧覆盖着一座大撞击坑，坑壁平均高出周边地形1170米，内部容积2500公里³。陨坑内侧坡壁存有阶地结构残迹，坑内地表除中心点偏西有一座微型中央峰外，几乎近似平原地貌，上面点缀着一些陨坑的印迹。

由于所处的位置，从地球上只能看到巴特尔斯环形山的侧面，且能见度受月球摄动的影响，只有从月球轨道上才能看清它的全貌。

## 卫星陨石坑
按照惯例，最靠近巴特尔斯环形山的卫星坑在月图上以字母标注在该坑中心点的旁边。

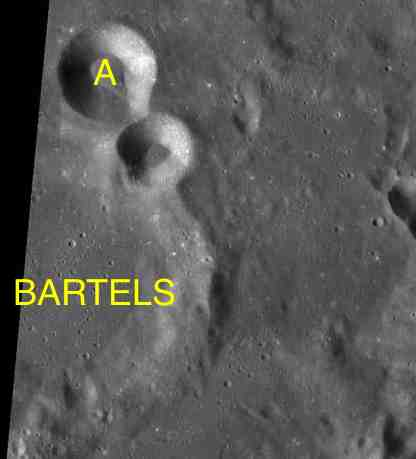
LAC-37 月图

| 巴特尔斯 | 纬度    | 经度    | 直径    |
| -------- | ------- | ------- | ------- |
| A        | 25.7° N | 89.6° W | 17 公里 |